# Frances Spence
Frances V. Spence, nata Bilas e nota come Fran Bilas (Filadelfia, 2 marzo 1922 – 18 luglio 2012), è stata una programmatrice statunitense.
Fu una delle programmatrici dell'ENIAC, il primo computer digitale interamente elettronico. È considerata una delle prime programmatrici della storia.

## Biografia

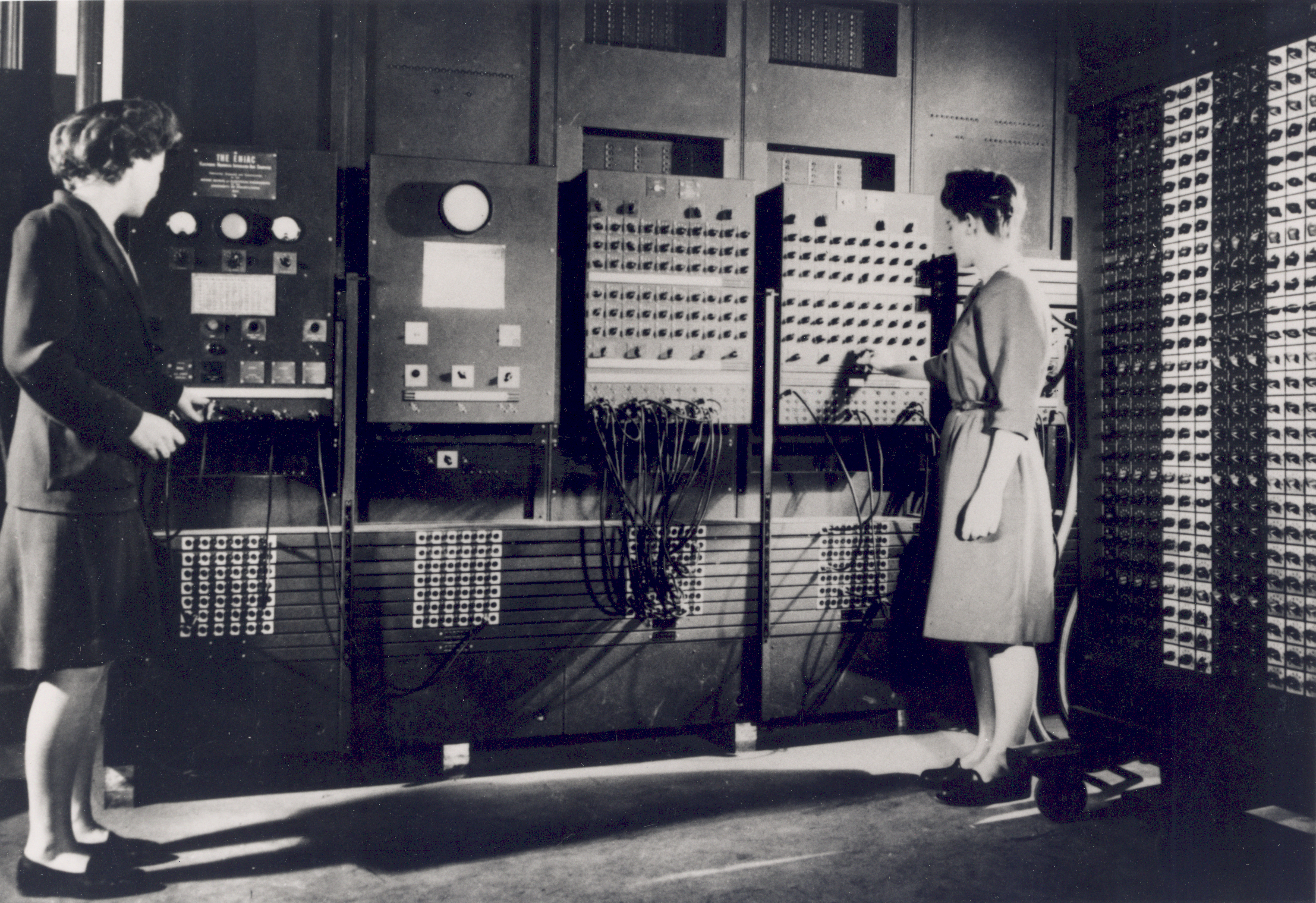
Jean Bartik (a sinistra) e Frances Bilas (a destra) mentre lavorano sul pannello di controllo dell'ENIAC.

Nacque Frances V. Bilas, seconda di cinque sorelle. I suoi genitori lavoravano entrambi nel campo della didattica: suo padre come ingegnere presso il sistema scolastico di Filadelfia e sua madre come insegnante.
Frequentò la South Philadelphia High School for Girls e si diplomò nel 1938. Iniziò gli studi superiori presso la Temple University, ma si trasferì al Chestnut Hill College dopo aver ricevuto una borsa di studio dall'istituto. Si specializzò in matematica (scelse fisica come materia complementare), laureandosi nel 1942.
Durante gli studi conobbe Kathleen Antonelli la quale, in seguito, divenne programmatrice dell'ENIAC. Nel 1947 sposò Homer W. Spence, un ingegnere elettronico impiegato nell'esercito che fu assegnato al progetto ENIAC come capo del Computer Research Branch. La Bilas continuò a lavorare all'ENIAC negli anni immediatamente successivi alla fine della Seconda guerra mondiale ma, poco dopo il matrimonio, si dimise per dedicarsi interamente alla famiglia.

### Carriera nel progetto ENIAC
Il progetto ENIAC fu ideato dall'esercito statunitense con l'obiettivo di costruire il primo computer digitale interamente elettronico. L'hardware dell'ENIAC fu progettato principalmente da un gruppo di uomini, mentre la modellazione computazionale fu condotta da sei donne (soprannominate Computer umani). Nonostante l'importanza della Bilas nello sviluppo del progetto, il suo ruolo e quello delle altre donne fu largamente sminuito all'epoca a causa del pregiudizio che ritraeva le donne come poco interessate alla tecnologia. Nei giornali dell'epoca, circolarono fotografie del gruppo senza alcun riferimento. Inoltre quando l'ENIAC fu presentato al pubblico il 15 febbraio 1946, l'esercito non menzionò in alcun modo le donne che contribuirono alla sua realizzazione.
Bilas e le altre furono inizialmente assunte dalla Moore School of Engineering come parte di un team di otto donne per calcolare le traiettorie balistiche. La Moore School of Engineering, fondata dall'esercito, assunse per la maggior parte programmatrici donne poiché gli uomini erano impegnati nel conflitto mondiale oltre oceano.
La Bilas si occupò inoltre dello sviluppo di una macchina analogica conosciuta come Analizzatore differenziale, che fu utilizzata per calcolare le equazioni balistiche in cui le donne dell'ENIAC erano molto esperte.
Alla fine della guerra, Frances e Kathleen continuarono a lavorare sull'ENIAC e collaborarono con numerosi insigni matematici.

## Eredità
Nel 1997, la Bilas e le altre programmatrici dell'ENIAC fu inserita nella Hall of fame della Women in Technology International. Il loro lavoro segnò la strada per lo sviluppo dei computer del futuro e le innovazioni da loro introdotte favorirono l'avvento dell'informatica e della programmazione nel dopoguerra.
Il team femminile dell'ENIAC ispirò il documentario del 2013 The Computers creato da Kathy Kleiman e dall'ENIAC Programmers Project. Questo documentario combina filmati dell'epoca con interviste ai membri del team. È il primo documentario di una serie di tre; le altre due sono intitolate The Coders e The Future-Maker, rispettivamente.